# Línea A (Pergamino)
La línea A es una línea urbana de la ciudad de Pergamino. Une el Barrio Luis Sandrini con el Barrio Virgen de Guadalupe. El boleto común cuesta $30,17, y el escolar con el bono es gratis.
La empresa La Nueva Perla, es la única filial en pie de la empresa TAI, que poseía la ex TAIKRÉ, la ex TAISUR, La de mis dos suplantadas por Autobuses Santa Fe), la ex TAINOR (suplantada por Travelsur) y la ex TAILEM (también suplantada por Autobuses Santa Fe).  La carrocería de los buses es Tecnoporte de 21 y 36 asientos, carrozados en chasis Iveco y facilitados por la empresa Ivecam representante en Argentina de la marca italiana.

## Recorrido principal
IDA:De Escuela Nº 48 por Spora-Alberdi-Fragata Sarmiento-Av.Rivero-Av.Illia-Av.Colón-Av.Roca-Av. de Mayo-9 de Julio-Florida-San Nicolás-3 de Febrero-Bv.Rocha-J.J.Valle-Pedro Torres-José Hernández-Estanislao Del Campo-Schumacher hasta Estanislao Del Camo (Bº 512).
REGRESO:Estanislao Del Campo-Guido Spano-Rafael Obligado-Schumacher-Colodrero-Carpani Costa-Bv.Rocha-Castelli-Merced-Av.Roca-Av. de Mayo-Bv.Colón-Av.Illia-Bv.Liniers-Italia-Vela-Fullana-Av.Illia-Av.Rivero-Fournier-Belcuore hasta Comandante Spora (Escuela Nº48).